# 弗朗索瓦·托姆巴巴耶
弗朗索瓦·托姆巴巴耶（法語：François Tombalbaye，1918年6月15日—1975年4月13日），1973年改名恩加尔塔·托姆巴巴耶（法語：Ngarta Tombalbaye），為乍得独立后第一任總統。

## 生平
托姆巴巴耶生於当时属于法属赤道非洲的乍得南部，父亲是薩拉人的商人。早年曾在乍得、刚果等地求学和任教。第二次世界大戰期間，托姆巴巴耶支持自由法國，與纳粹扶持的維琪政府對抗。1946年，托姆巴巴耶参与创建了乍得进步党，并得到部落成员和其他萨拉人的支持。1949年，由于参与政治活动，法国当局撤销了他的教师资格。1951年，政府又关闭了他指导的报纸“AEF Nouvelle”，托姆巴巴耶只好到砖窑做工。之后，托姆巴巴耶于1952年当选为殖民地领土议会议员，1957年当选为法属赤道非洲大议会的副议长。1959年3月，托姆巴巴耶击败加布里埃尔·利西特成为乍得进步党的领导人，开始主持乍得临时政府。
1960年8月11日，托姆巴巴耶宣布乍得获得完全独立，自己成為国家元首。1962年1月，托姆巴巴耶宣布禁止反對黨，實行一黨專政；同年4月当选为第一任總統。1963年下令解散议会，正式开始独裁统治，同时还兼任了多个政府部门的部长。托姆巴巴耶的政策引起北方穆斯林群体的不满，1965年爆发了导致500人死亡的骚乱。随后北方在利比亚的支持下，掀起了延续多年的内战。1969年，托姆巴巴耶同法国达成协议，对国内政策进行一定调整，法国军队进入乍得协助平乱。同年托姆巴巴耶再次当选为总统。托姆巴巴耶批评政府军在内战中的表现，引起了一些军官的不满。1971年，军队发生了未遂的政变，托姆巴巴耶随之对内开始大清洗。1973年，托姆巴巴耶开始了第二次“非洲化”政策，将自己改名为恩加尔塔·托姆巴巴耶，将乍得进步党改组为国家文化和社会革命运动，强迫南方非穆斯林民族进行萨拉族的传统宗教仪式。同时，西方爆发了第一次石油危机，加上持续的旱情使得作为乍得经济支柱的棉花产业面临崩溃，国际上对乍得抗旱救灾工作的批评也达到了一个新的高峰。
1975年4月13日，一些军官被捕，他们的士兵发动了政变，杀死了托姆巴巴耶。1973年被捕入狱的费利克斯·马卢姆·恩加库图被释放并成为乍得总统。